# Llista d'espais naturals d'Andorra
Els espais naturals protegits d'Andorra consten de tres parcs naturals i diverses lleis de protecció de vedats de caça i dels hàbitats aquàtics.
| Nom                             | Protecció                                                                   | Superfície / Cotes       | Localització | Codi     | Imatge |
| ------------------------------- | --------------------------------------------------------------------------- | ------------------------ | --- | -------- | --- |

Mapa dels espais naturals protegits d'Andorra

| Vall de Sorteny                 | Parc natural (1999) Vedat de caça (2000) RAMSAR (2012)                      | 1.080 ha 1.660-2.915 m   | Ordino 42° 37′ 12″ N, 1° 34′ 41″ E / 42.620°N,1.578°E | AD-PNVS  | {{ca\|Vall de Sorteny (Ordino)}} · {{WLE-AD-ES\|AD-PNVS}} · {{Object location dec\|42.620\|1.578\|region:AD_type:forest_dim:4500_source:cawiki}} · [[Categoria:Vall de Sorteny]]                     |
| Valls del Comapedrosa           | Parc natural comunal (2003) RAMSAR (2014)                                   | 1.542,6 ha 1.600-2.942 m | La Massana Entre Arinsal i el pic del Comapedrosa 42° 35′ 20″ N, 1° 27′ 54″ E / 42.589°N,1.465°E                                                                                                  | AD-PNCVC | {{ca\|Valls del Comapedrosa (la Massana)}} · {{WLE-AD-ES\|AD-PNCVC}} · {{Object location dec\|42.589\|1.465\|region:AD_type:forest_dim:5500_source:cawiki}} · [[Categoria:Valls del Comapedrosa]]    |
| Vall del Madriu-Perafita-Claror | Patrimoni de la Humanitat (2004) Bé d'interès cultural (2005) RAMSAR (2013) | 4.247 ha 1.055-2.905 m   | Sud-est d'Andorra 42° 29′ N, 1° 37′ E / 42.48°N,1.61°E | AD-VMPC  | {{ca\|Vall del Madriu-Perafita-Claror}} · {{WLE-AD-ES\|AD-VMPC}} · {{Object location dec\|42.48\|1.61\|region:AD_type:forest_dim:10500_source:cawiki}} · [[Categoria:Madriu-Perafita-Claror Valley]] |
| Enclar                          | Vedat de caça (1987)                                                        | 2.300 ha                 | La Massana, Andorra la Vella i Sant Julià de Lòria Entre Collada Montaner, riu dels Cortals de Sispony, riu Valira del Nord, Gran Valira, riu d'Ós 42° 30′ 25″ N, 1° 29′ 35″ E / 42.507°N,1.493°E | AD-VCE   | {{ca\|Vedat d'Enclar}} · {{WLE-AD-ES\|AD-VCE}} · {{Object location dec\|42.507\|1.493\|region:AD_type:forest_dim:7500_source:cawiki}} · [[Categoria:Vedat d'Enclar]]                                 |
| Xixerella                       | Vedat de caça (1990)                                                        | 700 ha                   | La Massana Entre Erts, Pal i Arinsal 42° 33′ 32″ N, 1° 28′ 44″ E / 42.559°N,1.479°E | AD-VCX   | {{ca\|Vedat de Xixerella (la Massana)}} · {{WLE-AD-ES\|AD-VCX}} · {{Object location dec\|42.559\|1.479\|region:AD_type:forest_dim:3000_source:cawiki}} · [[Categoria:Vedat de Xixerella]]            |
| Vall de Ransol                  | Vedat de caça (2000)                                                        | 2.300 ha                 | Canillo Entre Ransol, pic de Ransol i riu d'Incles 42° 36′ N, 1° 39′ E / 42.60°N,1.65°E | AD-VCVR  | {{ca\|Vall de Ransol (Canillo)}} · {{WLE-AD-ES\|AD-VCVR}} · {{Object location dec\|42.60\|1.65\|region:AD_type:forest_dim:8000_source:cawiki}} · [[Categoria:Vall de Ransol]]                        |